# Essex

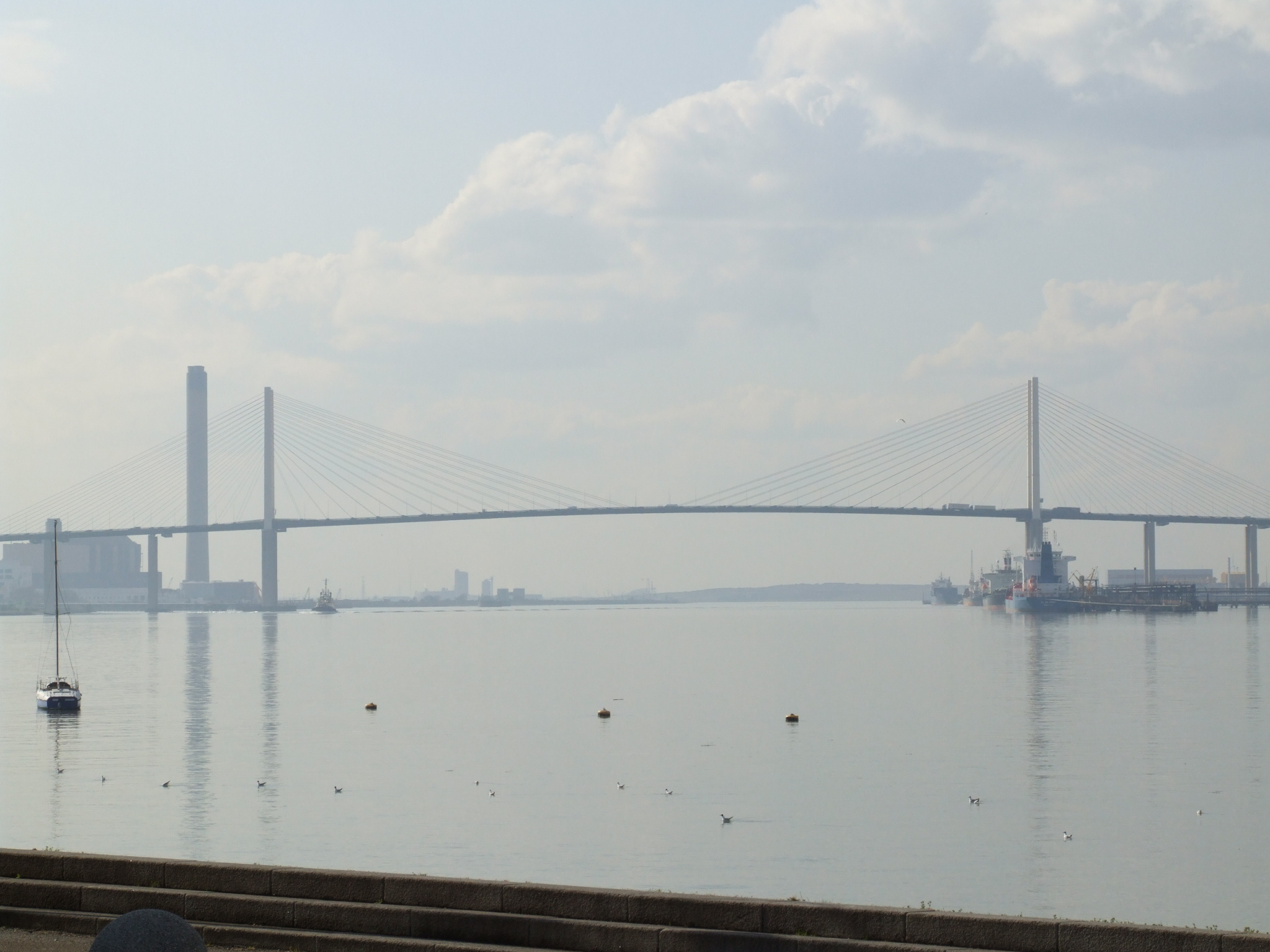
A ponte Queen Elizabeth II em Essex.

Essex ou, na sua forma em português, Éssex é um condado da Inglaterra situado no sudeste do Reino Unido, com uma população com cerca de 1 500 000 habitantes. A cidade mais importante de Essex é Chelmsford. Outras cidades famosas são Colchester (a cidade mais velha da Inglaterra), e Southend, um dos maiores balneários do Reino Unido.